# Pteropus tonganus
El zorro volador del Pacífico (Pteropus tonganus), o zorro volador insular, es una especie de murciélago de la familia Pteropodidae.

## Descripción
La gama de coloración de esta especie de murciélago varía algo. Su dorso se describe como negro o marrón foca; su manto ha sido llamado naranja, amarillo, beige crema y leonado. Este murciélago carece de membrana interfemoral; sus antebrazos y tibia están desnudos, y el pelaje de los machos se describe como "pelos rígidos, cortos y aceitosos".

## Distribución y hábitat
El zorro volador insular tiene una amplia distribución en Polinesia. Su área de distribución incluye Samoa Americana, Islas Cook, Fiyi, Nueva Caledonia, Niue, Papúa Nueva Guinea, Samoa, Islas Salomón, Tonga, Vanuatu, Tuvalu, Tokelau, Niue y Wallis y Futuna. A veces migra entre islas y su hábitat típico son los bosques húmedos tropicales, los manglares y las plantaciones.

## Comportamiento
Como la mayoría de las especies de murciélagos, este zorro volador es nocturno y se posa en colonias en lo alto del dosel. Estos murciélagos prefieren los bosques nativos de tierras bajas, los acantilados, los islotes y las zonas pantanosas. Las hembras dan a luz a una sola cría cada año, aunque ocasionalmente nacen gemelos.
Los zorros voladores insulares son frugívoros y comen polen y néctar. Son polinizadores importantes de Ceiba pentandra y quizás de otras especies.